# دينير باولينو باربوسا
دينير باولينو باربوسا (21 نوفمبر 1993 بغوارولوس في البرازيل - ) هو لاعب كرة قدم برازيلي في مركز الدفاع. شارك مع منتخب البرازيل تحت 20 سنة لكرة القدم. أما مع النوادي، فقد لعب مع أتلتيكو براغانتينو وأتلتيكو غويانيينسي ونادي كورينثيانز ونادي بينابولينيزي وريد بول برازيل ونادي بوا إيسبورت.

## وصلات خارجية
- دينير باولينو باربوسا على موقع قاعدة بيانات كرة القدم.إي يو (الإنجليزية)
- دينير باولينو باربوسا على موقع Soccerway.com (الإنجليزية)